# Henrique Autran da Matta e Albuquerque
Henrique Autran da Matta e Albuquerque (Bahia, 5 de maio de 1869 – 1 de janeiro de 1927) foi um médico brasileiro.
Foi eleito membro da Academia Nacional de Medicina em 1897, com o número acadêmivo 177, na presidência de Antonio José Pereira da Silva Araújo.